# Wilder Penfield
Wilder Graves Penfield (26 de janeiro de 1891 – 5 de abril de 1976) foi um neurocirurgião canadense nascido em Spokane, Washington. Desenvolveu uma enorme atividade na área da neurocirurgia e estudo em neurociências na área da neurofisiologia, tendo-se debatido com o desafio de estruturar as bases científicas da mente humana. A partir da sua aposentadoria, em 1960, passou a dedicar-se inteiramente à escrita e ao ensino.

## Formação
Estudou na Universidade de Princeton onde se formou em 1913. Ganhou uma Rhodes Scholarship para Oxford, onde foi estudar neurofisiologia com Charles Scott Sherrington. Depois de obter o bacharelato em Fisiologia por Oxford, foi para a Johns Hopkins Medical School, tendo acabado aí a sua graduação em medicina em 1918. Aconselhado por Sherrington, passou algum tempo em Madrid, a trabalhar com Pio del Rio-Hortega, para aprender a usar os métodos histológicos de Ramón y Cajal. Também chegou a aprender técnicas neurocirúrgicas em Nova Iorque com Harvey Cushing.

## Actividade profissional e científica
Instalou-se em Montreal, no Canadá, como o primeiro neurocirurgião, a convite de Vincent Meredith, em 1928. Ao mesmo tempo ensinava na Faculdade de Medicina da Universidade McGill e no Royal Victoria Hospital. Investigador e inventor muito criativo trabalhou em boa parceria com Herbert Jasper.
Em 1934, fundou o Montreal Neurological Institute na Universidade de McGill, onde desenvolveu a cirurgia da epilepsia com anestesia local, através da estimulação do córtex, orientando a excisão cirúrgica através da conversa com o paciente acordado. Assim, as áreas da fala podiam ser poupadas à excisão cirúrgica.
A natureza da mente apresenta o problema fundamental, talvez o problema mais difícil e importante. Era este o seu pronunciamento na publicação: The Mistery of the Mind. Penfield acabou por ser arrastado por uma posição cartesiana, não muito diferente da do seu grande mestre, Sherrington. De acordo com Penfield, os conceitos estão guardados no cérebro. É a mente que selecciona o conceito quando precisa. O conceito é depois apresentado à corrente da consciência, onde um mecanismo não verbal superior o apresenta à área da fala, a qual por sua vez, apresenta á mente a palavra adequada ao conceito.

## Publicações
- Epilepsy and Cerebral Localization: A Study of the Mechanism, Treatment and Prevention of Epileptic Seizures. Penfield, W., and Theodore C. Erickson. Charles C Thomas, 1941.
- Epilepsy and the Functional Anatomy of the Human Brain. 2nd edition. Jasper, H., and Penfield, W. Little, Brown and Co., 1954.
- The Torch. Penfield, W. Little, Brown and Co.; 1960. "A story of love, treachery, and the battle for truth in ancient Greece."
- The Mystery of the Mind : A Critical Study of Consciousness and the Human Brain. Penfield, Wilder. Princeton University Press, 1975.
- No Man Alone: A Surgeon's Life. Little Brown and Co., 1977. Penfield's autobiography.
- Something hidden : a biography of Wilder Penfield . Jefferson Lewis, Doubleday and Co., 1981.